# Jubz mbesses
El jubz mbesses, simplemente mbesses (en árabe, مبسّس), o mtakba  es un pastel argelino que generalmente se hace con sémola o farina.

## Descripción
Es un pastel con mantequilla o aceite que se prepara como bradj pero sin la pasta de fecha, tiene la distinción de ser lijado, de ahí su nombre mbesses, que significa "shortbread" en árabe. Se cocina en una tagine de terracota o frita. A menudo es en forma de diamante, cuadrado o circular. También puede ser embellecido con diferentes hierbas aromáticas como el tomillo.
Se lo prepara en todo el territorio argelino y se cocina en un tajine metal. Este pastel se parece a mbardja, o bradj, pero sin la adición de pasta de fecha.
Por lo general, se le da la forma de rombo, pero con los modernos cortadores de galletas se pueden elegir otras formas más originales.

## Cultura
Es un platillo clásico de la cultura argelina, las madres sirven a sus hijos el pastelito con miel acompañado devaso con té de menta. A los Mbesses se los pueden compararse con el Harcha, el pastel marroquí. En Kabylie tienen una versión del pastel con aceite de oliva.
También se lo presentará para la mujer embarazada, o que acaba de dar a luz, lo que favorece el aumento de la leche.
Durante el mes sagrado del Ramadán, se lo sirve acompañado con leche fermentada.

## Preparación
Se sirve con mantequilla y miel o mermelada, acompañado de café o té de menta. Esta torta se puede triturar o desmenuzar, para la preparación de rfiss, que es un plato dulce tradicional argelino.